# Luis Zayas
Pour les articles homonymes, voir Zayas.
Luis Enrique Zayas (né le 7 juin 1997) est un athlète cubain, spécialiste du saut en hauteur.

## Carrière
Le 22 juillet 2016, il bat son record personnel, qui datait de 2014 (2,18 m), pour franchir 2,27 m au premier essai et remporter le titre lors des Championnats du monde juniors d'athlétisme 2016 à Bydgoszcz. Il s'agit aussi de la meilleure mesure mondiale pour un junior en 2016.
Le 9 août 2019, il remporte les Jeux panaméricains de 2019 avec 2,30 m, record personnel.
Il se classe 5e des championnats du monde 2019 à Doha avec 2,30 m.

## Palmarès
| Date | Compétition                              | Lieu         | Résultat | Marque |
| ---- | ---------------------------------------- | ------------ | -------- | ------ |
| 2013 | Championnats panaméricains juniors       | Medellin     | 9e       | 2,05 m |
| 2015 | Championnats panaméricains juniors       | Edmonton     | 2e       | 2,16 m |
| 2016 | Championnats du monde juniors            | Bydgoszcz    | 1er      | 2,27 m |
| 2018 | Jeux d'Amérique centrale et des Caraïbes | Barranquilla | 6e       | 2,19 m |
| 2019 | Jeux panaméricains                       | Lima         | 1er      | 2,30 m |
| 2019 | Championnats du monde                    | Doha         | 5e       | 2,30 m |
| 2022 | Championnats du monde                    | Eugene       | 6e       | 2,27 m |
| 2022 | Championnats NACAC                       | Freeport     | 1er      | 2,25 m |
| 2023 | Jeux d'Amérique centrale et des Caraïbes | San Salvador | 2e       | 2,25 m |
| 2023 | Championnats du monde                    | Budapest     | 4e       | 2,33 m |
| 2023 | Jeux panaméricains                       | Santiago     | 1er      | 2,27 m |

## Records
| Épreuve         | Épreuve   | Marque | Lieu            | Date            |
| --------------- | --------- | ------ | --------------- | --------------- |
| Saut en hauteur | Plein air | 2,33 m | Budapest        | 22 août 2023    |
| Saut en hauteur | En salle  | 2,33 m | Banska Bystrica | 11 février 2020 |